# Robert M. Citino

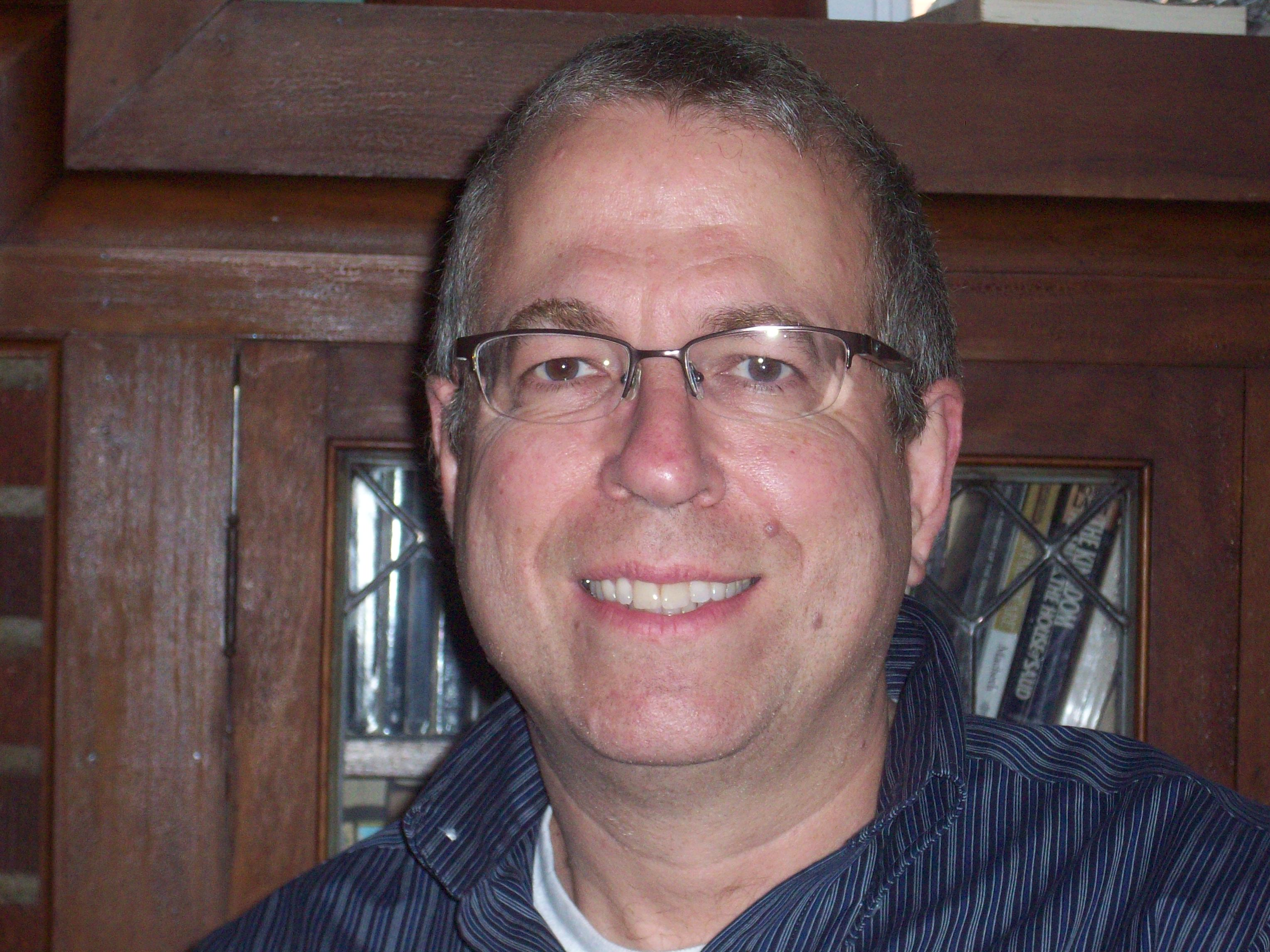
Robert M. Citino (2009)

Robert „Rob“ Michael Citino (* 19. Juni 1958 in Cleveland, Ohio) ist ein US-amerikanischer Neuzeithistoriker, der sich insbesondere mit der Militärgeschichte des Zweiten Weltkrieges beschäftigt. Er ist einer der leitenden Historiker am National World War II Museum in New Orleans. Zuvor war er Professor an der University of North Texas.

## Leben
Robert M. Citino, italoamerikanischer Abstammung, wurde 1958 als Sohn eines Einkäufers und dessen Frau, einer Sekretärin, im US-Bundesstaat Ohio geboren. Er besuchte die private katholische St. Ignatius High School der Jesuiten seiner Heimatstadt Cleveland und studierte im Anschluss Geschichte an den staatlichen Universitäten Ohio State (B.A. 1978) in Columbus, Ohio und Indiana Bloomington (M.A. 1980 und Ph.D. 1984) in Bloomington, Indiana. Seine akademische Lehrerin war die Diplomatiehistorikerin Barbara Jelavich (Dissertation: Polen greift an: Germany's Defenses in the East, 1918–1933).
Von 1984 bis 1991 unterrichtete er als Professor am Liberal Arts Lake Erie College in Painesville, Ohio und von 1991 bis 2008 an der Eastern Michigan University in Ypsilanti, Michigan. In dieser Zeit widmete er sich u. a. der westeuropäischen Geschichte, der Militärgeschichte, der Geschichte der Habsburgermonarchie und der neueren deutschen Geschichte.
2008/09 war er Charles Boal Ewing Distinguished Visiting Professor of Military History an der United States Military Academy in West Point, New York. Von 2009 bis 2011 war er Associate Professor am History Department der University of North Texas (UNT) in Denton, Texas. Für 2013/14 und 2014/15 ist er als Inhaber des Harold Keith Johnson Chair of Military History Scholar-in-Residence am Department of National Security and Strategy des United States Army War College (USAWC) in Carlisle, Pennsylvania.
Ab 2013 war er Professor für Geschichte am History Department der UNT und Fellow am dortigen Military History Center. Seit 2016 ist er am National World War II Museum in New Orleans. Seine Forschungsschwerpunkte sind deutsche und US-amerikanische Militärgeschichte sowie neuere europäische Geschichte. Seit 2009 gehört er dem Graduate und dem Tenure and Promotion Committee an; er betreute mehrere Promovenden.
Citino hielt 2010 (Thema: “Death of the Wehrmacht: The German Campaigns of 1942”) und 2014 (Thema: “Fighting a Lost War: The German Army in 1943”) die Perspectives in Military History Lecture Series am USAWC. 2013 war er Contemporary History Institute Speaker an der Ohio University in Athens, Ohio (Thema: „Nine Days the Shook the World“).
Er ist Mitglied der American Historical Association (seit 2007) und der Historical Society (seit 2008) sowie Awards Committee Member der Society for Military History (SMH, seit 2005), die er bis 2014 als Vizepräsident mit leitete. Citino ist Mitherausgeber der Schriftenreihe War, Weapons, and Technology (Praeger/ABC-CLIO). Darüber hinaus war er als Rezensent für Wissenschaftsverlage, von 2004 bis 2006 als Book Review Editor des World War II Magazine und seit 2009 als Kolumnist des Weblogs „Front and Center“ tätig.
Gelegentlich tritt er als Consultant des Fernsehsenders The History Channel in Erscheinung. Zeitungen und Zeitschriften wie Variety (zum Film Inglourious Basterds), The Washington Post und The Atlantic Monthly gab er Interviews.
Citino ist Autor mehrerer, zum Teil mit Buchpreisen ausgezeichneter Monografien. Zudem verfasste er Beiträge in Sammelbänden und unterschiedlichen Zeitschriften; Artikel erschienen auch in Fachzeitschriften wie American Historical Review, Journal of Strategic Studies, Historically Speaking, The Army Doctrine and Training Bulletin und Revue d'Allemagne. Er gilt als einer der führenden zeitgenössischen Vertreter der Operationsgeschichte des Zweiten Weltkrieges. Sein Publikum ist nach eigenen Angaben zum einen seriös wissenschaftlich, zum anderen populärwissenschaftlich interessiert.
Er ist seit 1979 verheiratet und Vater von drei Kindern.

## Auszeichnungen / Ehrungen
- 1993: Distinguished Teaching Award, Eastern Michigan University
- 2002: “Book of the Month” (August), History Book Club (für Quest for Decisive Victory: From Stalemate to Blitzkrieg in Europe, 1899–1940)
- 2005: Distinguished Book Award, Society for Military History (für Blitzkrieg to Desert Storm: The Evolution of Operational Warfare)
- 2005: Paul Birdsall Prize, American Historical Association (für Blitzkrieg to Desert Storm: The Evolution of Operational Warfare)
- 2007: “#1 Professor in the U.S.”, ratemyprofessors.com
- 2009: Spencer Tucker Award for Outstanding Achievement in Military History, ABC-CLIO
- 2012: The Arthur Goodzeit Book Award, New York Military Affairs Symposium (für The Wehrmacht Retreats: Fighting a Lost War, 1943)
- 2013: Distinguished Book Award, Society for Military History (für The Wehrmacht Retreats: Fighting a Lost War, 1943)
- 2021: Samuel Eliot Morison Prize

## Schriften (Auswahl)
- The Evolution of Blitzkrieg Tactics: Germany Defends Itself Against Poland, 1918–1933 (Greenwood, 1987; Übersetzung ins Polnische)
- Germany and the Union of South Africa in the Nazi Period (Greenwood, 1991)
- Armored Forces: History and Sourcebook (Greenwood, 1994)
- The Path to Blitzkrieg: Doctrine and Training in the German Army, 1920–1939 (Lynne Rienner, 1999)
- Quest for Decisive Victory: From Stalemate to Blitzkrieg in Europe, 1899–1940 (University Press of Kansas, 2002)
- Blitzkrieg to Desert Storm: The Evolution of Operational Warfare (University Press of Kansas, 2004)
- The German Way of War: Thirty Years’ War to the Third Reich (University Press of Kansas, 2005)
- Death of the Wehrmacht: The German Campaigns of 1942 (University Press of Kansas, 2007; Übersetzungen ins Spanische und Tschechische)
- The Wehrmacht Retreats: Fighting a Losing War in 1943 (University Press of Kansas, 2012)

## Interview
- Donald A. Yerxa: Military History at the Operational Level: An Interview with Robert M. Citino. In: Historically Speaking 12 (2011) 3, S. 10–12. doi:10.1353/hsp.2011.0039